# Дрентс-Фріз Волд (національний парк)
Національний парк Дрентс-Фріз Волд — національний парк у нідерландських провінціях Фрисландія та Дренте, що охоплює понад 61 км2 (24 миля2), заснований у 2000 році. Складається з лісів, пустищ та наносів.

## Пейзаж та історія
Є свідчення, що люди жили на цій території ще в кам'яному віці. На краєвиді видно кілька могил того часу. На сучасні характеристики території сильно вплинула «есдорпська культура». Фермери використовували землі для випасу овець. Безперервне видалення корисних копалин призвело до утворення пустищ і піщаних наносів. У 19 столітті держава започаткувала лісогосподарські програми та висаджувала такі породи, як дуб, сосна, дугласова ялиця та японська модрина. Ці дерева все ще займають значну частину території. Струмок Vledder Aa є одним із небагатьох природних струмків, що залишилися в Нідерландах.

## Рослинність і тваринний світ
У національному парку мешкає серед інших куниця лісова (Martes martes), вуж (Coronella austriaca), тритон великий (Triturus cristatus), ящірка живородна (Zootoca vivipara), ворон звичайний (Corvus corax), жорсткий клубовий мох (Lycopodium annotinum) і болотний розмарин (Andromeda polifolia).

## Управління
Найважливішими організаціями управління парком є:
- Державна лісова служба володіє 4 150 гектарів (10 300 акрів).
- Головна голландська приватна природоохоронна організація володіє 950 гектарів (2 300 акрів).
- Краєвид Дренте (приватна провінційна організація природокористування) володіє 450 гектарів (1 100 акрів).
- Гуманітарне товариство («товариство благодійності») володіє 200 гектарів (490 акрів).

Іншою частиною парку (400 гектарів (990 акрів)) керують 80 приватних власників.

## Відпочинок
У парку є багато велосипедних доріжок. В Аппелсха, Хоґерсмілде та Дівері є туристичні та інформаційні центри.